# Scorpaenopsis cacopsis
Scorpaenopsis cacopsis är en fiskart som beskrevs av Jenkins, 1901. Scorpaenopsis cacopsis ingår i släktet Scorpaenopsis och familjen Scorpaenidae. Inga underarter finns listade i Catalogue of Life.